# Sakartwelos Mchedrioni
Die Sakartwelos Mchedrioni (georgisch საქართველოს მხედრიონი; dt. Georgische Reiter) waren eine paramilitärische Einheit in Georgien. Sie wurde 1989 gegründet, unterstand dem Warlord Dschaba Iosseliani und war am Putsch gegen den ersten frei gewählten Präsidenten Georgiens, Swiad Gamsachurdia, 1991 beteiligt. Die Einheit wurde 1995 verboten, gründete sich 2003 erneut als politische Partei Union der Patrioten.

## Gründung
Ihre Gründung fiel in die Endphase der Sowjetunion, als Georgien auf seine Unabhängigkeit drängte und auch ethnische Minderheiten in Georgien wie Abchasen und Südosseten ihren eigenen Staat verlangten. Sie war eine von mehreren paramilitärischen Einheiten, die damals zur Durchsetzung der jeweiligen ethno-nationalistischen Interessen aufgestellt wurden.
Gründer der Mchedrioni war der Schriftsteller Dschaba Iosseliani, der als Pate organisierter Kriminalität in Georgien einen legendären Ruf genoss. Die Einheit stellte sich selbst als Erbe von Guerillagruppen dar, die in der Geschichte Georgiens gegen die Besetzung des Landes durch Perser, Osmanen und Russen gekämpft hatten. Mchedrioni bedeutet wörtlich übersetzt „Reiter“, hat im georgischen aber zugleich die Bedeutung von „Ritter“. Jedes Mitglied der Einheit musste einen Eid auf Georgien, sein Volk und die Georgische Orthodoxe Apostelkirche ablegen, erhielt dafür eine Kette mit Anhänger, der den Heiligen Georg beim Töten eines Drachen zeigte.
Die Mchedrioni erwarben sich in Georgien bald den Ruf einer schwerbewaffneten Verbrecherbande. In der Öffentlichkeit fielen sie durch eine Art Uniform bestehend aus Jeans, Pullover, Jacket und Sonnenbrille auf, die selbst in geschlossenen Räumen getragen wurde. Ihre Mitglieder verletzten in den Gebieten, die sie kontrollierten, regelmäßig die Menschenrechte und verübten Straftaten. Bevorzugtes Delikt war die Schutzgelderpressung, aber sie waren auch für Vergewaltigungen, Plünderungen und Entführungen verantwortlich.
1991 hatte die Einheit rund 8.000 Mitglieder und war damit stärker als die Regierungstruppen.

## Putsch
Bald nach der ersten freien Wahl in Georgien stellte sich Georgiens Präsident Swiad Gamsachurdia gegen die Mchedrioni. Im Februar 1991 wurde ihr Anführer Iosseliani und viele seiner Anhänger verhaftet und die Einheit verboten. Im Dezember des gleichen Jahres verbündete sich Iosseliani mit den Drahtziehern eines Putsches gegen Gamsachurdia und wurde aus dem Gefängnis befreit. Die Mchedrioni beteiligten sich an der Durchführung des Staatsstreichs und belagerten mit anderen Rebelleneinheiten Regierungsgebäude im Zentrum von Tiflis. Nach offiziellen Schätzungen kamen dabei 100 bis 1.000 Menschen um. Nach inoffiziellen Schätzungen waren es 2.000. Einen besonders hohen Blutzoll forderte die Belagerung des Parlamentsgebäudes. Dabei sollen etwa 700 Menschen ums Leben gekommen sein.

## Machtübernahme
Nach dem Sturz Gamsachurias übernahmen die Mchedrioni eine zentrale Rolle in Georgien. Ihr Führer Iosseliani wurde einer der Führer des herrschenden Militärrats und war mitentscheidend dafür, den früheren georgischen KP-Chef Eduard Schewardnadse als Staatschef und moderates Aushängeschild des Umsturzes zurück nach Tiflis zu holen. Schewardnadse war zunächst völlig von den Mchedrioni abhängig. Die Paramilitärs durften als Bodyguards von Iosseliani sogar im georgischen Parlament bewaffnet auftreten. Sie beuteten das Land aus, kontrollierten alle profitablen Exportbranchen und die Verteilung von Mineralöl. Führer der Mchedrioni waren an der illegalen Privatisierung zweier Mineralwasserfabriken in Bordschomi beteiligt.
1992 lösten die Mchedrioni gemeinsam mit georgischen Regierungstruppen den abchasischen Bürgerkrieg aus. Er endete mit einer desaströsen Niederlage der georgischen Truppen, die zusammen mit der Mehrheit der georgischstämmigen Bevölkerung aus der Region vertrieben wurden. Über 10.000 Menschen wurden in den Kämpfen getötet.
Im September 1993 nutzte der frühere Präsident Gamsachurdia die Gelegenheit, in West-Georgien einen bewaffneten Aufstand zu starten, um an die Macht zurückzukehren. Gemeinsam mit russischen Truppen schlugen die Mchedrioni die Anhänger Gamsachurdias zurück. Sie sollen auch in den Tod Gamsachurdias am 31. Dezember 1993 verwickelt gewesen sein. Angeblich beging er Selbstmord, nachdem er von Mchedrioni-Einheiten eingekreist worden war. Die Mchedrioni haben das jedoch stets zurückgewiesen.
Der Einheit wurde von der georgischen Regierung anschließend die Aufgabe übertragen, die verbliebenen Anhänger Gamsachurdias, sogenannte Swiadisten, in West-Georgien zu beseitigen. Ihr brutales Vorgehen löste scharfe Kritik bei ausländischen Regierungen und internationalen Menschenrechtsorganisationen aus. Schewardnadse schränkte die Macht der Mchredrioni in der Folgezeit Stück für Stück ein. Im Februar 1994 wurde die Einheit formal aufgelöst und in eine Zivilorganisation, das Rettungskorps, eingegliedert. Iosseliani wurde Chef des Korps und leitete es weiterhin wie seine Privatarmee. 1995 ordnete Schewardnadse an, das Korps zu entwaffnen, und warf ihm eine tiefe Verstrickung in das organisierte Verbrechen vor. Am 29. August 1995 entkam er nur knapp einem Bombenanschlag auf sein Leben. Er machte dafür eine Schattenkoalition „mafioser Kräfte“ verantwortlich, zu der auch Iosseliani zählen würde. Die Mchedrioni wurden für illegal erklärt und Iosseliani sowie viele seiner Anhänger inhaftiert.
Im Gefängnis wurden viele Mitglieder der Mchedrioni von Auftragskillern der alten Kriminellenkaste heimlich ermordet. Die Gefängnisleitungen halfen, die Taten zu vertuschen.

## Politische Partei
1999 wurden die Mchedrioni unter Tornike Berischwili als politische Organisation wiedergegründet. Sie soll Verbindungen mit tschetschenischen Rebellen gehabt haben und weiterhin in kriminelle und paramilitärische Aktivitäten verwickelt gewesen sein, u. a. in Guerillaoperationen in Abchasien. Iosseliani wurde nach einer Amnestie im April 2000 aus dem Gefängnis entlassen und übernahm bis zu seinem Tode im März 2003 die Führung der Mchedrioni. Weil es der Organisation verboten wurde unter dem belasteten Namen an Wahlen in Georgien teilzunehmen, ließ sie sich als Partei unter dem Namen Union der Patrioten eintragen, zu der auch einige Swiadisten stießen. Ihr Vorsitzender Badri Sarandia kam am 8. Januar 2003 bei einem Anschlag ums Leben. Die Partei spielt in der politischen Landschaft Georgiens keine Rolle mehr.